# Hypolytreae
Hypolytreae es una tribu de plantas herbáceas pertenecientes a la familia de las ciperáceas.    

## Géneros
Contiene los siguientes géneros:
- Diplasia Pers.
- Hypolytrum Pers.
- Mapania Aubl.
- Mapaniopsis C. B. Clarke = Mapania Aubl.
- Paramapania Uittien ~ Mapania Aubl.
- Principina Uittien
- Scirpodendron Zipp. ex Kurz
- Thoracostachyum Kurz ~ Mapania Aubl.